# Millen (Georgia)
Millen is een plaats (city) in de Amerikaanse staat Georgia, en valt bestuurlijk gezien onder Jenkins County.

## Demografie
Bij de volkstelling in 2000 werd het aantal inwoners vastgesteld op 3492.
In 2006 is het aantal inwoners door het United States Census Bureau geschat op 3523, een stijging van 31 (0,9%).

## Geografie
Volgens het United States Census Bureau beslaat de plaats een oppervlakte van
9,4 km², geheel bestaande uit land. Millen ligt op ongeveer 62 m boven zeeniveau.

## Plaatsen in de nabije omgeving
De onderstaande figuur toont nabijgelegen plaatsen in een straal van 32 km rond Millen.

## Geboren in Millen
- Nathan Deal (1942), republikeins politicus  gouverneur van Georgia (2011-2019)